# 小西翔
小西 翔（こにし しょう、1983年3月11日 - ）は、京都府出身のプロ野球選手（外野手）。

## 来歴
1983年3月11日、京都府で生まれる。その後両親の仕事の都合から新潟県上越市に転居した。
野球を始めたのは小学1年生の頃。地元の少年野球チーム「福田リトルイーグルス」へ入ったのが原点。当時から中学までポジションは捕手だった。また上越教育大学附属中学校3年時には主将を務め、4番を打った。
中学卒業後、新潟県立高田高等学校に進学。3年時は4番で一塁手。夏の大会では県ベスト16。俳優の佐藤佑介は高校時代のチームメイトでもある。
卒業後、指定校推薦で慶應義塾大学に進学した。3年時からベンチ入り。4年時には主に代打で、相手チームの先発が左投手の場合には3番左翼手で先発出場。リーグ戦での本塁打は通算2本。4年時には秋季リーグ戦で優勝し、明治神宮大会では東亜大学に敗れるも準優勝を成し遂げる。
大学卒業後、ソフトバンクBBに入社。2年間の社会人生活を送り、退社。その後地元に独立リーグが発足するのを聞き、入団テストを受けて合格。地元球団の新潟アルビレックス・ベースボール・クラブに入団した。
BCリーグ初年度の2007年シーズンは監督の後藤孝志から主将に指名され、主に3番で先発出場し打率.282、2本塁打、20打点を挙げ、同年8月18日にはリーグ史上初となるサイクル安打も達成したが、同年限りで構想外となり、翌2008年に発足する新球団群馬ダイヤモンドペガサスへの移籍が決まった。
2009年のシーズン終了後、アメリカの独立リーグであるゴールデンベースボールリーグのツーソン・トロズに移籍した。

## 詳細情報

### 年度別打撃成績
| 年 度    | 球 団    | 試 合 | 打 数 | 得 点 | 安 打 | 二 塁 打 | 三 塁 打 | 本 塁 打 | 塁 打 | 打 点 | 三 振 | 四 球 | 死 球 | 犠 打 | 犠 飛 | 盗 塁 | 失 策 | 併 殺 打 | 残 塁 | 打 率 | 長 打 率 | 出 塁 率 | O P S |
| -------- | -------- | ----- | ----- | ----- | ----- | -------- | -------- | -------- | ----- | ----- | ----- | ----- | ----- | ----- | ----- | ----- | ----- | -------- | ----- | ----- | -------- | -------- | ----- |
| 2007     | 新潟     | 69    | 238   | 28    | 67    | 5        | 1        | 2        | 80    | 20    | 54    | 24    | 12    | 2     | 1     | 2     | 2     | 5        | 61    | .282  | .336     | .376     | .712  |
| 2008     | 群馬     | 56    | 141   | 13    | 36    | 4        | 1        | 3        | 51    | 14    | 26    | 13    | 2     | 2     | 0     | 1     | 0     | 5        | 32    | .255  | .362     | .327     | .689  |
| 2009     | 群馬     | 36    | 107   | 16    | 29    | 4        | 1        | 4        | 47    | 13    | 25    | 7     | 0     | 0     | 0     | 1     | 0     | 2        | 18    | .271  | .439     | .316     | .755  |
| 通算:3年 | 通算:3年 | 161   | 486   | 57    | 132   | 13       | 3        | 9        | 178   | 47    | 105   | 44    | 14    | 4     | 1     | 4     | 2     | 12       | 111   | .272  | .366     | .349     | .715  |

### 背番号
- 24（2007年 - 2009年）

## テレビ出演など
- コマーシャル
  - 新潟総合テレビ「Dreaming. キャンペーン」（2007年）